# دهستان اولتان
دهستان اولتان یکی از دهستان‌های شهرستان پارس‌آباد در استان اردبیل ایران است که در بخش مرکزی شهرستان پارس‌آباد قرار دارد.
«اولتان تا چندی پیش ازآبادی های معروف بخش مرکزی شهرستان پارس آباد مغان و مهمترین منطقه از نظر زیرساخت های فرهنگی و تجاری کشاورزی و تحقیقاتی دشت مغان بود که درسال 1390 با افزایش بخش های شهرستان پارس آباد وتاسیس بخش جدیداسلام آباد در محدوده این شهرستان ، مرکز دهستان قشلاق شمالی از توابع بخش مرکزی شهرستان پارس آباد دهستان اولتان است و دهستان قشلاق شمالی تابع بخش مرکزی شهرستان پارس آباد نیز به اولتان تبدیل شد. دهستان اولتان بعدازانجام تغییرات جدید شامل آبادی های ابراهيم آبادجديد ، اسلام آباد سفلي ، اولتان ، ايازكندي ، پيرايواتلو ، سلمان آباد (سلمان كندی) ، عبادآباد ، قاراداغلو ، قشلاق ، قشلاق اسلام آباد، قشلاق اياق ايري ، قشلاق ايوب گيكلو ، قشلاق حاتم قشلاق حاجي ايمانكندی عليا ، قشلاق حاجي حسن ، قشلاق حاجي دولت وقشلاق حاجی قوجاخان میباشد 
همچنان دهستان اولتان با عدم حمایت مسولان مواجه هست
روستای اولتان درسرشماری سال 1390 تعداد 1037 خانوار و3991 نفرجمعیت داشته است.».

## جمعیت
براساس سرشماری مرکز آمار ایران در سال ۱۳۹۵، جمعیت دهستان اولتان ۹۲۶۱ نفر (در ۲۶۰۷ خانوار) بوده‌است.